# Zahodna Norveška
Zahodna Norveška (norveško Vestlandet, Vest-Norge; Vest-Noreg) je geografska regija ob atlantski obali južne Norveške. Sestavljajo jo okrožja Rogaland, Vestland in Møre og Romsdal. Regija nima uradne ali politično-upravne funkcije. Regija ima približno 1,4 milijona prebivalcev. Največje mesto je Bergen, drugo največje pa Stavanger. Zgodovinske regije v Zahodni Norveški so bile tudi regije Agder, Vest-Telemark, Hallingdal, Valdres in severni deli Gudbrandsdala.
Zahodna Norveška, kot tudi drugi deli zgodovinskih regij Norveške, ima skupno zgodovino z Dansko, Ferskimi otoki in Islandijo ter v manjši meri z Nizozemsko in Britanijo. Na primer, islandski konj je bližnji sorodnik fjordskega konja, ferski in islandski jezik pa temeljita na starozahodnonordijskem.
V zgodnjih nordijskih časih so se ljudje iz zahodne Norveške naselili na zahodne otoke v severnem Atlantiku, kot so Orkneyjski otoki, Shetlandski otoki, Ferski otoki in Islandija. V vikinški dobi so bile naselbine na Hebridih, Manu in ožji Irski.
V zgodnjem novem obdobju je Zahodna Norveška poznala veliko emigracij v Združene države Amerike, Kanado in v manjši meri v Združeno kraljestvo. To še posebej velja za ameriške zvezne države Minnesoto, Severno in Južno Dakoto, Wisconsin, Montano in kanadsko provinco Manitoba. Islandci in Ferci ter številni ljudje na Britanskem otočju so potomci Norvežanov in Vikingov, ki so se iz zahodne Norveške izselili v vikinški dobi. Po drugi strani pa je na tisoče zahodnih Norvežanov potomcev nizozemskih in nemških trgovcev, ki so prispeli v 16. in 17. stoletju, zlasti v Bergen.
Vestland je tudi ime grofije, sestavljene iz dveh nekdanjih grofij, tj. Hordaland in Sogn og Fjordane. Obe grofiji sta bili ponovno združeni po razdelitvi leta 1763 (takrat imenovani Søndre Bergenhus oziroma Nordre Bergenhus).

## Zgodovina

### Zgodnja zgodovina
Zgodovina Norveške se začne na zahodni obali, zlasti v Rogalandu. Izkopanine in skalne poslikave nam povedo, da so se prvi ljudje na Norveškem naselili v Rogalandu, ko se je led po zadnji ledeni dobi umaknil pred okoli 10.000 leti. V Rogalandu je veliko artefaktov iz kamene dobe. Predhodne najstarejše sledi ljudi najdemo v naselju na Galti, Rennesøy, blizu trajektnega terminala Mortavika in Vista na Randabergu. Na začetku so bili zanesljivi kratki obiski ljudi z juga, ki so lovili ob obali. Menijo, da so ljudje prišli iz Doggerlanda, kopenskega območja Severnega morja med Dansko in Anglijo, ki je izginilo, ko se je led umaknil in se je morska gladina dvignila. Ljudje, ki so tam živeli, morajo zdaj najti novo deželo. Nekateri so se spet umaknili proti jugu, nekaj pa jih je v lovu na jelene in novo državo prešlo Norveški jarek (ki je bil precej manjši kot zdaj).

### Vikinška doba
Regija vključuje večino obsega starega Gulatinga, ki je bil ustanovljen okoli leta 900. Gulating Act je državo razdelil na zahodna okrožja, ki so bila sestavljena iz nekdanjih småkongedømmene, ki so na tem območju obstajale pred združitvijo v 800. letih. To so bili Sunnmørafylke (današnji Sunnmøre), okrožje Firda (današnji Fjordane), okrožje Sygna (današnji Sogn), Hordafylke (današnji Hordaland), Rygjafylke (današnji Rogaland) in Egdafylke (današnji Agder).
Harald Lepolasi je v 9. stoletju s svojega gradu Avaldsnes na Karmöyu pri Haugesundu združil Norveško in dele Švedske zahodno od jezera Vänern in Götaälv. Norveška je po pomorstvu dobila ime po Severni poti.
Pred tisočletjem so železo uvedli in uporabljali v kmetijstvu, zato je primanjkovalo zemlje za obdelovanje. V istem obdobju se je moč kraljev povečala, veliki davčni zahtevki pa so povzročili, da so mnogi iskali svobodo in srečo v tujini. Mnogi so se izselili, ropanje pa je postalo alternativni vir zaslužka. Zaradi učinkovitih čolnov in orožja so se takratni krščanski Evropejci bali Vikingov. Vendar podobe Vikingov kot krvoločnih roparjev niso vedno reprezentativne. Vikingi so bili vpleteni v bogato trgovino, ne le v Evropi, ampak tudi v Bizantinskem cesarstvu in Bagdadskem kalifatu.
V zgodovini so Vikingi pogosto predstavljeni z vikinškim napadom na Lindisfarne leta 793, ko so resnično zaznamovali evropsko zgodovino. Obdobje se konča z bitko pri Stamford Bridgeu leta 1066. Zaradi sposobnosti Vikingov za plovbo in potepanj so se razvila nova območja. Norveški naseljenci so se preselili v Severno morje proti zahodu na Islandijo, Ferske otoke, Grenlandijo, Shetlandske, Orkneyjske otoke, otok Man in Hebride. Naselbine so bile ustanovljene v jugovzhodnem delu Irske, vključno z Dublinom, Waterfordom in Wexfordom. Norvežani so se naselili na severozahodnem delu Anglije, predvsem na območju današnje Cumbrije. Norveški Vikingi so veliko pred Krištofom Kolumbom odkrili tudi Vinlandijo, današnjo Ameriko.

### Pokristjanjevanje
Krščanstvo je postalo prevladujoča vera na Norveškem v 11. stoletju, vendar je bila vera med Norvežani verjetno znana že v 7. stoletju. Medtem ko so vzhodno Norveško s krščanstvom seznanili misijonarji in menihi iz Nemčije in Frizije, so zahodno Norveško z vero seznanili predvsem Angleži, Škoti, Irci in Vikingi, ki so se spreobrnili v krščanstvo. Nordijsko poganstvo je obstajalo na nekaterih območjih zahodne Norveške, dokler ga do 13. stoletja ni popolnoma nadomestilo krščanstvo. Z novo vero so se najprej seznanili primorski kraji, nato pa še notranji. Cerkve so bile ustanovljene po vsej državi.

### Emigracija na Islandijo
Glavni vir informacij o obdobju naseljevanja na Islandiji je Knjiga naselbin (Landnámabók), napisana v 12. stoletju, ki podrobno opisuje prve naseljence. Po tej knjigi so zahodno norveški mornarji po naključju odkrili državo. Kmalu za tem je bilo opravljenih nekaj raziskovalnih potovanj in nato se je začela naselitev. Ingólfur Arnarson naj bi bil prvi naseljenec. Bil je poglavar iz Norveške, na Islandijo je prispel s svojo družino in vzdrževanimi družinskimi člani leta 874. Zgradil je svojo kmetijo v Reykjavíku, na mestu sedanje prestolnice. V naslednjih približno 60 letih so se v državo naselili vikinški naseljenci iz Skandinavije in tudi iz nordijskih kolonij na Britanskem otočju – Irske, Škotske in Škotskega otočja. Med prvimi prebivalci je bil torej keltski element. Naselitev Islandije je mogoče obravnavati tudi v kontekstu splošne vikinške ekspanzije v tem obdobju, ki je verjetno povezana s pritiskom prebivalstva na zahodu Norveške in vse večjim pomanjkanjem kmetijskih zemljišč.
Tako je v arheoloških zapisih le malo sledi, prav tako pa ni obdobje prispevalo več kot peščice besed k islandskemu jeziku, ki je bilo skandinavsko narečje, bolj ali manj enako norveščini vikinške dobe, ki so jo govorili na zahodni Norveški, Ferskih in Shetlandskih, Orkneyjskih otokih itd. Danes se ocenjuje, da je 60 % islandskega prebivalstva potomcev ljudi iz Zahodne Norveške.

### Emigracija v Ameriko
Stoletje je bilo izseljevanje osrednji vidik norveške zgodovine in več kot 800.000 Norvežanov je emigriralo v Združene države. Prva organizirana skupina izseljencev je Stavanger zapustila na ladji Restoration 4. julija 1825. Leta 1837 je Ægir zapustil Bergen kot prva ladja z izseljenci iz Hordalanda.
Emigracijski center zahodne Norveške je spomenik tistim, ki so odšli, in njihovim potomcem. Emigrantski arhivi zdaj vključujejo 96.000 imen izseljencev iz obeh okrožij Hordaland in Sogn og Fjordane do leta 1924. To je bilo mogoče zaradi dolgoletnega dela Jahna Sjursena, ki je tudi zbiral knjige in druge publikacije, slike in predmete povezanih z norveškimi izseljenci v ZDA. Svoje zbirke je uradno podaril izseljenskemu centru ob odprtju leta 1997. Center še naprej prejema publikacije in predmete za svojo zbirko. Prek interneta smo povezani z nacionalnimi digitalnimi evidencami izseljencev iz Norveške v ZDA, ki sta jih razvila Univerza v Bergnu in Bergenski javni arhiv. Izseljenska cerkev centra je bila prvotno luteranska cerkev Brampton v okrožju Sargent v Severni Dakoti, ki so jo zgradili norveški izseljenci na prelomu 19. stoletja. Kongregacija Brampton je bila ustanovljena 1. julija 1908. 22. junija 1996 pa je kongregacija svojo popolnoma opremljeno cerkev podarila Centru za izseljenstvo. Podrli so ga, prepeljali v Sletto in tam rekonstruirali prostovoljci iz Radøya. Cerkev je 6. julija 1997 ponovno posvetil škof Bjørgvina Ole Danholt Hagesæther.

## Geografija
Zahodna Norveška je po površini tretja največja geografska regija na Norveškem. Pokriva površino 58.582 km².
Združeno kraljestvo in Ferski otoki ležijo na zahodu čez Severno morje, Danska pa leži južno od svojega južnega roba čez Severno morje. Od Ferskih otokov do zahodne Norveške je 675 km, medtem ko je Unst na Shetlandskih otokih oddaljen približno 300 km. Zahodna Norveška ima 26.592 km dolgo obalo.
Južni del regije se imenuje Jæren. To je eno večjih kmetijskih območij na Norveškem. Kmetije na drugih območjih zahodne Norveške so pogosto majhne. Skupna kmetijska površina v Zahodni Norveški je 2650 kvadratnih kilometrov, kar je 5,3 % celotne površine v regiji.
Zahodna Norveška je zelo gorata; v manj kot 10 kilometrih od Sognefjorda so vrhovi, ki so visoki preko 2000 metrov. Najvišja točka je Store Skagastølstind (znan tudi kot Storen), ki je visok 2405 metrov. Je na meji med občinama Luster in Årdal in je del pogorja Hurrungane. Vrh je cilj za planince, vendar je dokaj zahteven. Prvi vzpon Williama Cecila Slingsbyja 21. julija 1876. Obstaja več različnih smeri, najpogostejša pa je Heftyejev kuloar. Druga pot vzpona je preko Andrejevega kuloarja, prvi vzpon A. W. Andrews in ekipa leta 1899. Store Skagastølstind in alpinizem poznega 19. stoletja na Norveškem je tradicionalno povezan z zgodovinskim hotelom Turtagrø.
Na zahodu Norveške je veliko fjordov, Hardangerfjorden, Boknafjorden in Sognefjorden so najdaljši. Sognefjord (Sognefjorden) je največji fjord na Norveškem in drugi najdaljši na svetu, takoj za Scoresby Sundom na Grenlandiji. Je v Sogn og Fjordane in se razteza 205 km v notranjost do majhne vasice Skjolden.
Regija, ki ponuja najbolj spektakularen fjord in gorsko pokrajino na Norveškem, je že stoletja turistična meka. Z izjemo nižine Jæren, ki je na skrajnem južnem koncu regije, je Zahodna Norveška gorata, z gorovjem Jotunheimen in planoto Hardangervidda, ki sta najvišji območji. Ledenik Jostedalsbreen, največji ledenik v Evropi, je v severnem osrednjem delu regije, medtem ko sta Hardanger Icecap (Hardangerjøkulen) in ledenik Folgefonna manjša ledena polja na jugu. Najdaljši fjord na Norveškem, Sognefjord, ki je v osrednjem delu regije, skoraj deli regijo na dvoje; južneje se fjord Hardanger razteza v notranjost celine v dolžini 179 km. Številni slapovi tečejo v fjorde, med najbolj znanimi so Syv Systre, soteska Toka in Vøringsfossen. Razgibano obalo ščiti na tisoče priobalnih otokov v skoraj neprekinjeni liniji. Občasno se severni deli Møre og Romsdala štejejo za del Trøndelaga.

### Statistika
Reference zemljevidov:Evropa
Območje:

skupaj:
58.582 km2
Obala:
26.592 km
Pomorske zahteve:

sosednje območje:
10 nmi ((18,5 km)

kontinentalni pas:
200 nmi ((370,4 km)

izključna ekonomska cona:
200 nmi ( (370,4 km)

teritorialno morje:
12 nmi ((22,2 km)

### Fizična geografija
Reke, ki tečejo proti zahodu, so pridobile izjemno erozijsko moč. Po linijah prelomov, ki označujejo šibke točke v zemeljski skorji, so izkopale soteske in kanjone, ki so se zarezali globoko v nazobčano obalo. Proti vzhodu se je dežela bolj položno nagnila in nastale so širše doline. Med ponavljajočimi se obdobji poledenitve v veliki ledeni dobi kvartarnega obdobja (tj. približno zadnjih 2,6 milijona let) je drgnjenje ledenikov, ki so se gibali po dolinah v obliki črke V, ki so bile takrat del pokrajine, ustvarilo veličastno obliko U utopljenih fjordov, ki zdaj krasijo zahodno obalo Norveške. Ogromne mase prsti, gramoza in kamna so bile zaradi ledeniškega delovanja odnesene tudi daleč na jug do današnje Danske in severne Nemčije. Skalna podlaga, ki je bila izpostavljena na približno 40 odstotkih površine, je bila zaradi premikov teh materialov razčiščena in polirana.
Od skrajne južne točke se vzpenjajoč se kompleks verig, skupaj imenovanih Langfjellene, razteza proti severu in ločuje Vzhodno Norveško ali Østlandet od Zahodne Norveške. Ozko obalno območje Vestlandeta ima veliko otokov in strme stene, ozke fjorde, ki so zarezani globoko v notranjo gorsko regijo. Glavna izjema je široka nižina Jæren, južno od Stavangerja.
Ledeniške in druge sile so obrabile površje in ustvarile debele usedline peščenjaka, konglomerata in apnenca, znane kot sparagmit. Nastala so tudi številna obsežna območja, imenovana penepleni, katerih relief je v veliki meri erodiran. Ostanki teh so planota Hardangervidda 1100 m nad morsko gladino — največja gorska planota v Evropi, ki obsega okoli 6500 km².

### Geologija
Fjordi Zahodne Norveške so nastali v povezavi z nagibom večjega dela Norveške proti vzhodu med kenozoiskim dvigovanjem Skandinavskega gorovja. Ta dvig, ki se je zgodil dolgo pred kvartarnimi poledenitevmi, je omogočil rekam, da so se globoko zarezale v palejski relief. Študija o Sognefjordu kaže, da je rečna in ledeniška erozija, ki je povzročila fjorde, sledila strukturnim pomanjkljivostim v skorji. Zdi se, da so zlasti vzdolžne doline na območjih strukturne šibkosti. Zahodna Norveška je nekoliko podobna drugim pasivnim obrobjem na nižjih zemljepisnih širinah, kot je vzhodna Avstralija. V obeh primerih je miza razčlenjena z dolinami, ki tvorijo veliko strmino. Glavne razlike so v tem, da se je na Norveškem dno dolin in fjordov razširilo zaradi ledeniške erozije, strani dolin so bile strme, zunanji predeli dolin pa zravnani, prav tako zaradi ledeniške erozije.
Vzorci deglaciacije območij Bergen in Nordfjord–Sunnmøre v Zahodni Norveški so opisani in povezani. Na območju Bergna je bila obala prvič deglaciirana pri 12.600 pred sedanjostjo, z naslednjim ponovnim napredovanjem v Severno morje okoli 12.200 pred sedanjostjo. Kasneje, med Allerødom, se je celinski led umaknil za najmanj 50 km, vendar je skoraj ponovno dosegel morje med ponovnim napredovanjem mlajšega dryasa, ki se je končal pri 10.000 pred sedanjostjo. Sunnmøre je bil brez ledu v medstadialnih 28.000–38.000 pred sedanjostjo. Kasneje je notranji led dosegel morje. Končna deglaciacija je v Sunnmøreju slabo datirana, medtem ko se je južneje v Nordfjordu začela malo pred 12.300 pred sedanjostjo, čemur je sledil velik umik. Med mlajšim Dryasom ni prišlo do večjega ponovnega napredovanja celinskega ledu. Vendar pa je na območju Sunnmøre–Nordfjord veliko lokalnih ledenikov nastalo zunaj celinskega ledu med mlajšim dryasom. Limničnim sedimentom zunaj enega takega krničnega ledenika so izločili jedro in jih datirali, kar dokazuje, da ledenik ni obstajal med 12.300–11.000 pred sedanjostjo ter da je nastal in izginil v časovnem intervalu 11.000–10.000 pred sedanjostjo (Mlajši Dryas). Stopnja erozije ledenika je bila 0,9 mm/leto.

### Rastlinstvo in živalstvo
Zahodna Norveška ima podobno rastlinstvo in živalstvo kot preostala Norveška, vendar obstaja nekaj večjih razlik. Medtem ko tukaj najdemo skoraj vse navadne jelene na Norveškem, je losov malo. Severni jeleni so pogost pojav na Hardangerviddi in drugih velikih gorskih območjih. Celotna Hardangervidda je nad gozdno mejo. Alpsko podnebje pomeni, da tukaj najdemo številne vrste arktičnih živali in rastlin, južneje kot kjer koli drugje v Evropi. Divje črede severnih jelenov so med največjimi na svetu, leta 1996 so zabeležili približno 15.000 živali, leta 2008 pa okoli 8000. Med letom se selijo čez planoto in se preselijo s svojih zimskih pašnikov na vzhodni strani Hardangervidde, kjer pasejo lišaje, na svoja kotišča v bolj rodovitnem zahodnem delu planote.
Pred 30.000 leti so ledeniki pokrivali velika območja severne poloble. Ker je bilo toliko vode ujete na kopnem v obliki ledeniškega ledu, je morje ležalo 120 metrov pod sedanjo gladino. To je pomenilo, da je Severno morje suho ozemlje, brezlesna tundra z dolgimi vijugastimi rekami, neskončnimi odseki močvirja in širokimi peščenimi resavami. Gozdov je bilo le do Sredozemlja in Črnega morja daleč na jugu.
Ko se je podnebje počasi izboljšalo in se je Skandinavski polotok dvignil iz primeža ledu, so rastline in živali začele vdirati na novo ozemlje. Takoj ko je bilo suho, so se prve rastline ukoreninile in z njimi živali, ptice in žuželke. Prve med njimi so bile arktične živali, kot so divji severni jelen, polarna lisica in rosomah, ki so sledile robu ledenika do gora. Drevesa so prišla pozneje, skupaj z bogato floro in favno, vključno z medvedi, losi, kunami, lisicami, zajci, evropskim bobrom in vidro.
Ta dotok je dosegel vrhunec okoli 3000 pr. n. št., ko se je podnebje občutno izboljšalo, kar je povzročilo postglacialno obdobje toplega. Povprečna temperatura se je dvignila za 3 stopinje. To se morda ne sliši preveč, toda v gorah se drevesna meja za vsako stopinjo dvigne približno 100 metrov navzgor po pobočju, zato so bile posledice dramatične. Večino gora zahodne Norveške, ki danes zavzema približno tri četrtine kopenske mase, so prekrili gosti borovci in brezovi gozdovi. Ledeniki so se odtalili in izginili, obsežni hrastovi gozdovi, podobni tistim, ki jih danes vidimo v srednji Evropi, pa so se razširili po nižinah. Živali in rastline v visokogorju so imele težave, saj so bile potisnjene proti najvišjim vrhovom, ki so se dvigali kot otoki iz gozdnega morja.
Vzdolž zahodne obale je zima mila in sneženje redko. Tu so številne rastline, ki ne prenesejo zmrzali, na primer zvezdasta hijacinta (scilla verna) in škrlatna vresa (erica purpurea), ki ju sicer najdemo le v Angliji, na Irskem in južneje. Nekoliko bolj v notranjosti naletimo na vrste, ki pozimi prenesejo krajša obdobja zmrzali in snega. Te najdemo nekoliko severneje in v fjordih. Tipična primera sta rdeči naprstec (digitalis purpurea) in navadna bodika (ilex aquifolium), ki na norveškem rasteta le na jugozahodu.

### Podnebje
Zahodna Norveška je eno najbolj namočenih območij v Evropi, s padavinami v gorah blizu obale v povprečju okoli 3500 mm na leto in presegajo 5000 mm v letih največje ravni. V mestu Bergen je povprečna količina padavin 2250 mm na leto. Vlažno podnebje je deloma posledica Zalivskega toka, zaradi katerega ima ta regija milejše zime kot v drugih delih Norveške, saj je pozimi dež pogostejši kot sneg.
Konec junija do začetka avgusta je poletje na vrhuncu. Takrat je vreme najbolj stabilno in najtoplejše s sončnimi, dolgimi in svetlimi dnevi. Nič nenavadnega ni, da temperature dosežejo 25 °C in več.
Tekom septembra se pokrajina obarva v zlate barve. Na golih vejah visijo rdeči grozdi jerebikovih jagod. Jesen pomeni tudi čas žetve ob fjordih.
Nevihte, dež in oblaki so verjetni vzdolž zahodne obale, padavine pa so pogoste in obilne pozimi. Zaradi segrevanja Zalivskega toka norveški fjordi uživajo razmeroma milo podnebje in ostanejo skoraj brez ledu celo pozimi. Zima, običajno od novembra, gorska območja zahodne Norveške spremeni v zelo ugodne smučarske razmere.
Spomladi najbolj neverjetne barve izbruhnejo v čast toplote vzhajajočega sonca. Sadovnjake cvetočega sadnega drevja je mogoče videti maja ob Hardangerfjordu.

### Okrožja
| Grb    | Okrožje         | Adm. center | Največje mesto | Št. prebivalcev (2021) | Area (km2) | Gostota   |
| ------ | --------------- | ----------- | -------------- | ---------------------- | ---------- | --------- |
|        | Vestland        | Bergen      | Bergen         | 638.821                | 34.062     | 18,76     |
|        | Rogaland        | Stavanger   | Stavanger      | 482.645                | 9377       | 51,47     |
|        | Møre og Romsdal | Molde       | Ålesund        | 265.544                | 15.121     | 17,56     |
| Skupaj |                 |             |                | 1.373.151              | 58.560 km2 | 23,45/km2 |

## Gospodarstvo
Zahodna Norveška je zelo bogata z naravnimi viri. Danes je Stavanger prestolnica nafte na Norveškem. Pred nafto sta bili ribolov in kmetijstvo najpomembnejši gospodarski dejavnosti na zahodu Norveške. Regija je bila odgovorna za le 51 % domačih ribogojnih in ribiških proizvodov na Norveškem, čeprav imajo celotno obalo. Zahodna Norveška, Jæren, Karmøy, Vindafjord, Voss, Sunnfjord in Fræna obsegajo bogato kmetijsko območje. Območja fjordov v notranjosti Hardangerja so bolj zaščitena z bogatimi sadnimi predeli, specializiranimi za jabolka in češnje.
Stavanger je vodilno industrijsko območje Zahodne Norveške. V Ålesundu je veliko inženirskih podjetij, večina norveške pohištvene industrije pa je zbrana na skalnati obali.
Ob obali igra ribolov enako vlogo kot gozdarstvo drugod. Hkrati je osnova velike ribiškopredelovalne industrije in ponuja sezonsko zaposlitev številnim kmetom. Od vseh ribičev se samo polovica ukvarja z ribolovom. Večina plovil je v lasti samih ribičev, potrebni člani posadke pa so plačani z deležem bruto dohodka v nadaljevanju stoletne tradicije morja. Kritični problem je, kako se izogniti izčrpavanju ribjih virov, hkrati pa ohraniti količino. Približno polovica ulova gre za ribjo moko in olje, nekaj pa se predela za prehrano ljudi v zamrzovalnih obratih. Ribja drobovina se uporablja kot krma na farmah kun. Na severozahodu mesto Ålesund uspeva z ribolovom. Ålesund je eno največjih in najpomembnejših svetovnih pristanišč za trsko.
Do sredine 1990-ih je Norveška postala druga največja izvoznica nafte na svetu (za Saudovo Arabijo). Prvo komercialno pomembno odkritje nafte na norveškem epikontinentalnem pasu je bilo konec leta 1969 na polju Ekofisk v Severnem morju, ravno ko so tuje naftne družbe po štirih letih raziskovalnega vrtanja skoraj obupale. Intenzivnejše raziskovanje je povečalo zaloge hitreje kot proizvodnja. Kljub temu je do sredine 1990-ih približno polovica prihodkov od izvoza in skoraj ena desetina državnih prihodkov izvirala iz nafte in plina na morju, ti prihodki pa so še naprej naraščali, ko se je bližal konec stoletja. Ocenjeno je bilo, da bi se visoka stopnja proizvodnje nafte lahko ohranila vsaj v drugem desetletju 21. stoletja, medtem ko naj bi se proizvodnja zemeljskega plina močno povečala in ohranila še veliko dlje.
Več kot ena četrtina ogromnih naložb v norveške operacije na morju do sredine 1990-ih je šla v razvoj plinskega polja Troll zahodno od Bergna, enega največjih plinskih polj na morju, kar jih je bilo kdaj najdenih. Njegov razvoj je bil uvrščen med največje energetske projekte na svetu. Z vodnim izpodrivom enega milijona ton in višino skoraj 475 m je bila ploščad Troll A najvišja betonska konstrukcija, ki je bila kadar koli premaknjena, ko so jo leta 1995 odvlekli na svoje mesto. Dostava plina iz polja Troll je Norveško naredila vodilno dobavitelj zemeljskega plina celinski Evropi.

## Demografija
Zahodna Norveška je ena najhitreje rastočih regij na Norveškem: leta 2009 je stopnja rasti prebivalstva znašala 1,44 %, medtem ko je bila stopnja rasti celotne države 1,20 %. Prebivalstvo je 1. januarja 2010 znašalo 1.263.464 prebivalcev. 37,7 % prebivalstva je živelo v Hordalandu, 33,8 % v Rogalandu, 19,8 % v Møre og Romsdalu in 8,4 % v Sogn og Fjordane. 60 % prebivalstva je bilo mlajših od 40 let, 30 % pa je bilo mlajših od 20 let. Številni zgodovinski priseljenci v Zahodno Norveško so prihajali iz držav, kot so Škotska, Anglija, Nizozemska, Nemčija, Danska in Švedska, Zahodna Norveška pa je še vedno regija, ki je prejela največ priseljencev iz zahodnega sveta.

## Jezik
Zahodna Norveška je znana tudi po obsežni uporabi nynorsk različice norveškega jezika: večina uporabnikov nynorska (87 %) živi na zahodu Norveške. Kljub temu večina (56 %) prebivalcev regije uporablja bokmål, saj prevladuje v mestih. V Sogn og Fjordane, zunaj večjih mest, je uporaba nynorsk skoraj univerzalna (97 %), uporabniki nynorsk pa so tudi večina (54 %) v Møre og Romsdal. Toda v Hordalandu in Rogalandu so uporabniki nynorsk manjšina (42 % oziroma 26 %). Ti odstotki bi bili višji, če bi številke izključile severna območja Møre og Romsdal in južna območja Rogaland. Vse občine v Sogn og Fjordane, Sunnmøre (razen Ålesund), Hordaland (razen Bergen, Askøy in Odda) in Ryfylke (razen Strand in Kvitsøy) so izbrale nynorsk kot uradno obliko pisnega jezika.

## Vera
Krščanstvo je največja religija v regiji, tako kot v preostalem delu Norveške. 1.050.559 ljudi je članov Norveške Cerkve. V drugih krščanskih cerkvah je tudi 55.621 članov. Islam ima 11.655 pripadnikov na zahodu Norveške. Budizem ima 2452 pripadnikov. 1557 jih je iz vere Baháʼí, judovstva, sikhizma in drugih sorodnih religij. Za prebivalce zahodne Norveške je vera pogosto pomembnejša kot drugod po državi.

## Arhitektura
V zgodnjem srednjem veku so po vsej Norveški gradili cerkve iz lesa. Mnoge od njih so ohranjene do danes in predstavljajo najpomembnejši prispevek Norveške k arhitekturni zgodovini. Dober primer je Urneška lesena cerkev, ki je zdaj na Unescovem seznamu svetovne dediščine. Še en opazen primer lesene arhitekture je Pristaniška četrt Bryggen v Bergnu, sestavljena iz vrste ozkih lesenih struktur vzdolž obale. V začetku 20. stoletja je bilo mesto Ålesund prezidano v secesijskem slogu. 1930-ta, ko je prevladoval funkcionalizem, so postala močno obdobje za norveško arhitekturo, a šele v zadnjih desetletjih so norveški arhitekti resnično dosegli mednarodni sloves.